# ОШ „Алекса Шантић” Вајска
ОШ „Алекса Шантић” Вајска је једна од школа у општини Бач. Налази се на адреси улица Маршала Тита 44, Вајска.

## Историјат школе[1]
Образовање становника Вајске има дугу традицију. После Другог светског рата школа је формирана у садашњем издању у одређене промене током свог трајања. Од почетка рада школе био је проблем са простором, односно недостатком истог. Ради рационалнијег рада школе због више зграда ученици су груписани према намени као:
- Централна зграда у улици Маршала Тита 38 смештена су одељења предметне наставе (V-VIII) са дограђеном зборницом и канцеларијом за администрацију и канцеларијом директора и помоћника директора школе.
- Зграда у Лењиновој улици (сада приватни станови) смештени су ученици разредне наставе (I-IV) неколико година (1-2) била је и школска радионица, касније премештена у улицу Др. Ненадовића. У згради у улици Др. Ненадовића адаптиране су две учионице за физичко и здравствено васпитање.

Централна школска зграда у Вајска располаже са око 3200 метара квадратних затвореног простора и 408 метара квадратних у издвојеном одељењу у Бођанима. У централној згради се налази 5 специјализованих учионица за разредну наставу и 7 кабинета за предметну наставу. У саставу зграде налазе се и: библиотека,  сала за физичко васпитање, мултимедијална учионица, кухиња са трпезаријом, учионица за продужени боравак, припремно одељење  и вртић. У дворишту школе налазе се спортски терени за  фудбал, летња учионица, парк за одмор и кутак за најмлађе – са клацкалицама и љуљашкама. У одељењу у Бођанима настава се одвија у 4 учионице, а поседују и трпезарију са кухињом, вртић и двориште са игралиштем. Настава се изводи на српском језику, а румунски и хрватски језик се негују као изборни предмет. 